# ジョナス・アカーランド
ハンス・ウノ・ヨナス・アカーランド（Hans Uno Jonas Åkerlund、スウェーデン語: [ˈhɑːns ˈʉːnʊ ²juːnas ²oːkɛˌɭɵnd]、1965年11月10日 - ）は、スウェーデン出身の映像作家、映画監督。

## 概要
ブラック・メタルバンド「バソリー」のドラマーとして知られ、その後はミュージック・ビデオの監督としてマドンナ、スマッシング・パンプキンズ、ビヨンセ、レディー・ガガといったアーティストのミュージック・ビデオを手がける。
2002年に「SPUN スパン」で劇映画デビュー。

## フィルモグラフィ

### 映画
- SPUN スパン (2002年)
- アイム・ゴーイング・トゥ・テル・ユー・ア・シークレット (2005年) ※マドンナのドキュメンタリー
- ホースメン (2009年)
- スモール・アパートメント　ワケアリ物件の隣人たち (2012年)
- ロード・オブ・カオス (2018年)
- ポーラー　狙われた暗殺者 (2019年)

## ミュージック・ビデオ
| - イギー・ポップ - Corruption （1999） - オジー・オズボーン - Gets Me Through （2001） - Let Me Hear You Scream （2010） - キャンドルマス - Bewitched （1988） - クイーンズ・オブ・ザ・ストーン・エイジ - The Way You Used to Do （2017） - クリスティーナ・アギレラ - Beautiful （2002） - コールドプレイ - Magic （2014） - サテリコン - Fuel for Hatred （2002） - ジェームス・ブラント - Same Mistake （2007） - ジェーンズ・アディクション - True Nature （2003） - ジェニファー・ロペス - Fresh Out the Oven （2009） - シガー・ロス - Óveður （2016） | - ジャミロクワイ - Canned Heat （1999） - スマッシング・パンプキンズ - Try, Try, Try （2000） - The Everlasting Gaze （2000） - ディーヴォ - Watch Us Work It （2007） - テイラー・スウィフト - New Romantics （2016） - デヴィッド・ゲッタ - Who's That Chick (Day Version) （2010） - Who's That Chick (Night Version) （2010） - Dangerous （2014） - デュラン・デュラン - Girl Panic! （2011） - ハリウッド・アンデッド - No. 5 （2008） - Undead （2008） - ビヨンセ - Haunted （2013） - Superpower （2013） - Hold Up （2016） - プッシー・ライオット - Make America Great Again （2016） - プライマル・スクリーム - Country Girl （2006） | - プロディジー - Smack My Bitch Up （1997） - ブリトニー・スピアーズ - Hold It Against Me （2011） - ブリンク 182 - I Miss You （2004） - ブロンディ - Good Boys （2003） - ポール・マッカートニー - Lonely Road （2002） - マドンナ - Ray of Light （1998） - Music （2000） - American Life （2003） - Jump （2006） - Celebration （2009） - Ghosttown （2015） - Bitch I'm Madonna （2015） - God Control（2019） - マルーン5 - Wake Up Call （2007） - Moves like Jagger （2011） - Daylight （2012） - メタリカ - Turn the Page （1998） - Whiskey in the Jar （1999） - ManUNkind （2016） | - ラムシュタイン - Mann gegen Mann （2006） - Pussy （2009） - Ich tu dir weh （2009） - Mein Land （2011） - レディー・ガガ - Paparazzi （2009） - Telephone （2010） - John Wayne （2017） - レニー・クラヴィッツ - If I Could Fall in Love （2002） - ローリング・ストーンズ - Rain Fall Down （2005） - Doom and Gloom （2012） - ロクセット - Fingertips '93 （1993） - Run to You （1994） - Vulnerable （1995） - June Afternoon （1996） - She Doesn't Live Here Anymore （1996） - Un Dia Sin Ti （1996） - Wish I Could Fly （1999） - Anyone （1999） - The Centre of the Heart （2001） - A Thing About You （2002） - One Wish （2006） - ロビー・ウィリアムズ - Come Undone （2003） - Sexed Up （2003） |

## リンク
- ジョナス・アカーランド - IMDb（英語）
- Jonas Åkerlund at the MVDbase.com[リンク切れ]
- Jonas Åkerlund official web page
- R.A.F. official web page